# Изяслав Ярославич
Изясла́в Яросла́вич (в крещении Дими́трий; 1024—3 октября 1078, Нежатина Нива, близ Чернигова) — князь туровский (до 1054), новгородский князь (1052—1054), великий князь киевский (1054—1068, 1069—1073 и 1077—1078). 

## Биография

### Княжич
Родился в 1024 году. Его отцом был Ярослав Мудрый, а матерью жена Ярослава — Ирина (шведская принцесса Ингигерда), он был их вторым сыном после Владимира.
Получил от отца стол в Турове. После смерти в 1052 году старшего брата новгородского князя Владимира посадил в Новгороде своего сына Мстислава и по тогдашним династическим правилам, стал наследником киевского стола (хотя Владимир и оставил сына). 20 февраля 1054 года, после смерти отца, стал великим князем киевским.

### Триумвират Ярославичей

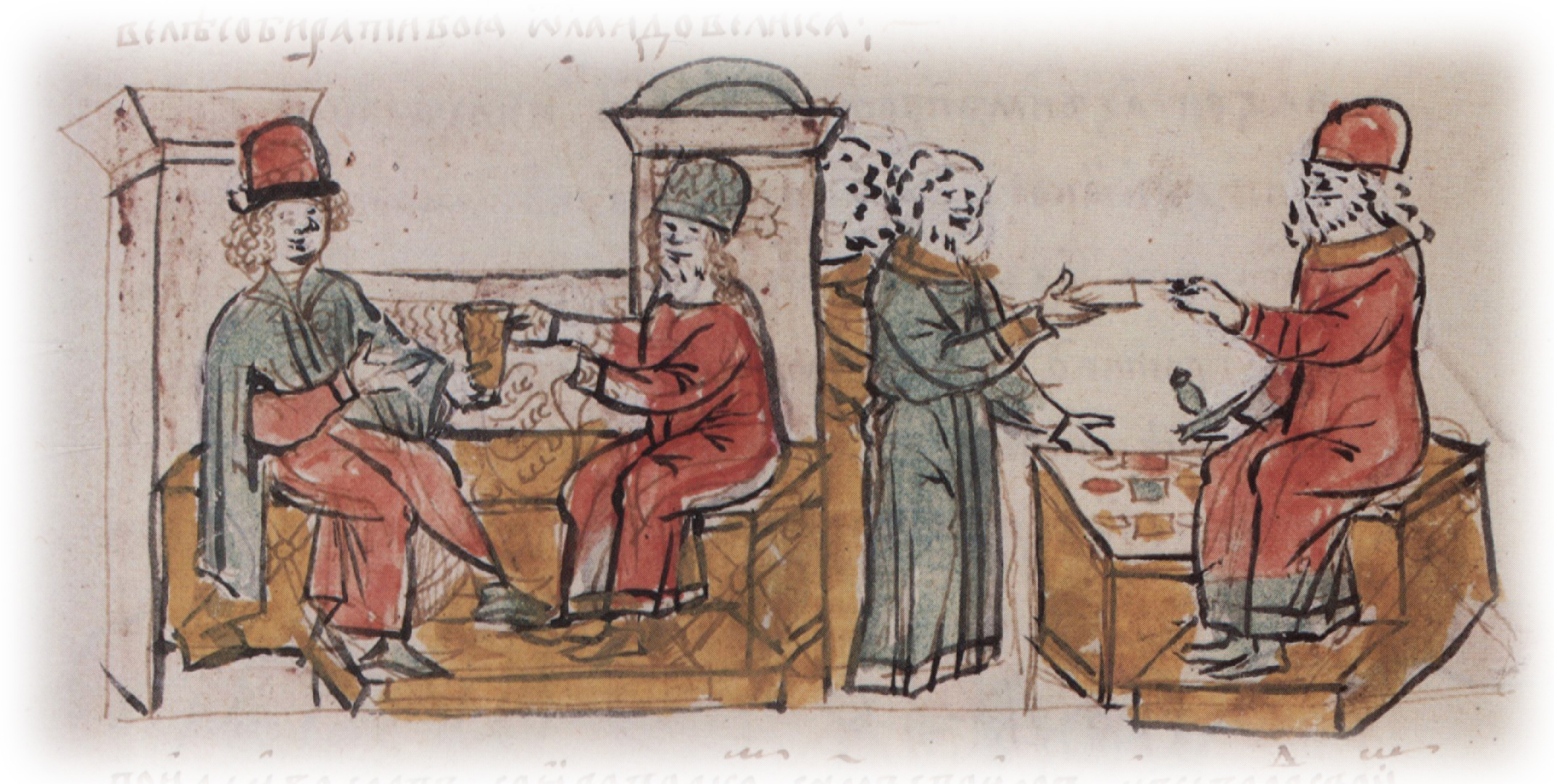
Беседа Изяслава I и Всеволода I о совместных действиях против половцев и присоединившихся к ним русских князей; наём войск по приказанию Изяслава

Систему управления, господствовавшую в Киевской Руси в 1054—1073 годах, историки часто называют «триумвиратом Ярославичей». Очень скоро умерли двое младших Ярославичей, Игорь и Вячеслав. После отравления в Тмутаракани старшего внука Ярослава Мудрого Ростислава Владимировича (1066) и разгрома на Немиге старшего правнука Владимира Святославича Всеслава Брячиславича (1067) не только южнорусские земли, но и вся Русь оказалась в руках троих Ярославичей.
Серьёзным испытанием для триумвирата стало поражение от половцев и киевское восстание 1068 года, после которых Изяслав повёл на Русь поляков, а Святослав и Всеволод выступили в защиту Киева.
В 1071 году Всеславу удалось вернуться в Полоцк, после чего братья заподозрили Изяслава в союзе с ним и изгнали.

### Разрыв с братьями
В 1073 году младшие братья Святослав и Всеволод вступили в заговор против Изяслава. Святослав захватил Киев и княжил там до 1076 года, Всеволод перешёл в Чернигов, отдав Переяславль Давыду Святославичу, а Изяслав вновь бежал в Польшу, где на сей раз был выдворен польскими властями, заключившими союз со Святославом и Всеволодом. При этом король Польши Болеслав II Смелый оставил у себя часть его драгоценностей. Изгнанник Изяслав направился в Германию к императору Генриху IV и попросил у него помощи в борьбе против братьев, передав ему гигантские богатства; однако император, силы которого были отвлечены внутренней борьбой в Германии, также не поддержал его. Изяслав отправил в 1075 году своего сына, волынского князя Ярополка, в Рим, где тот посетил папу Григория VII, будущего противника Генриха IV. Папа ограничился общими увещеваниями в адрес русских князей. Под влиянием папы Болеслав был вынужден помириться с Изяславом, так как это стало одним из условий для получения им польской короны. 25 декабря 1076 года Изяслав с женой приняли участие в коронации Болеслава в Гнезно.

### Возвращение и гибель

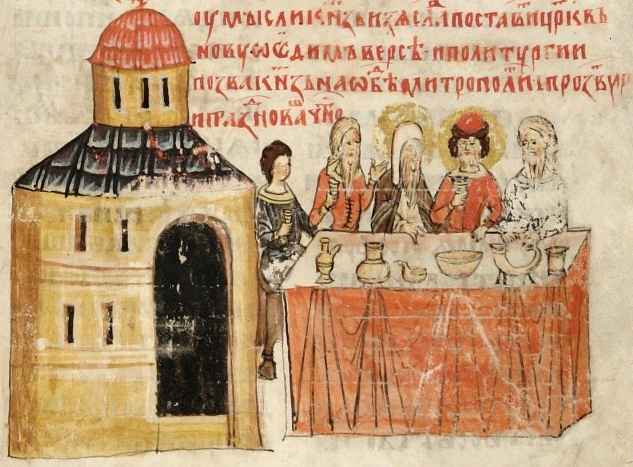
Пир князя Изяслава I и митрополита Георгия по случаю возведения новой церкви. Миниатюра из Сильвестровского сборника, нач. XIV в.

Конец скитаниям Изяслава положила внезапная кончина Святослава Ярославича 27 декабря 1076 года. Всеволод в качестве защитника Киева от поляков и Изяслава заключил с ним мир и вернул ему киевское княжение, а сам удалился в Чернигов (1077). Давыд Святославич был выведен из Переяславля, вернувшегося под контроль Всеволода (который сохранил также Смоленск), Олег Святославич — с Волыни, где сел Ярополк Изяславич, погибшего в Заволочье Глеба Святославича в Новгороде заменил Святополк Изяславич.
Сразу после смерти Святослава началась ожесточённая борьба с Всеславом Полоцким, которая продолжилась при Всеволоде Ярославиче. Началась с похода Всеслава на Новгород против Глеба весной 1077 года. Летом 1077 и зимой 1077/1078 последовали два похода на Полоцк, в том числе второй с участием Святополка Изяславича и половцев (впервые в истории Руси).
В 1078 году началась новая междоусобная война. Против дядей — Изяслава и Всеволода — восстали их племянники Олег Святославич и Борис Вячеславич. Соединившись с половцами, они разбили Всеволода на р. Сожице. Всеволод бежал за помощью в Киев, вернулся вместе с Изяславом и осадил Чернигов в отсутствие его князей. Решающее сражение произошло 3 октября, в нём погибли Изяслав и Борис. Битва на Нежатиной Ниве и гибель Изяслава и Бориса упоминаются в «Слове о полку Игореве».
Похоронен Изяслав Ярославич в Десятинной церкви в Киеве. Когда тело его, по старинному обычаю, везли в санях «изиде противу ему весь городъ Кыевъ... и не бе лзе слышати пенья во плачи и велице вопли, плака бо ся по немъ весь градъ Кыевъ... И принесше положиша тело его в церкви святыя Богородица, вложивъше и в раку мраморяну».

### В «Слове о полку Игореве»
Бориса же Вячеславича жажда славы на смерть привела и на Канине зелёную паполому постлала ему за обиду Олега, храброго и молодого князя. С такой же Каялы и Святополк бережно повез отца своего между венгерскими иноходцами к святой Софии, к Киеву. Тогда при Олеге Гориславиче сеялись и прорастали усобицы, гибло достояние Даждь-Божьих внуков, в княжеских распрях век людской сокращался. Тогда на Русской земле редко пахари покрикивали, но часто вороны граяли, трупы между собой деля, а галки по-своему говорили, собираясь лететь на поживу.

### Внешность и характер
Описывая погребение Изяслава, летописец говорит о князе так: «Бе же Изяслав муж взором красен, телом велик, незлобив нравом, крива ненавидя, любя правду, клюки же в нём не бе, ни льсти, но прост умом, не воздая зла за зло; колико бо ему сотвориша кияне, самого выгнаша, а дом его разграбиша, и не возда противу тому зла».

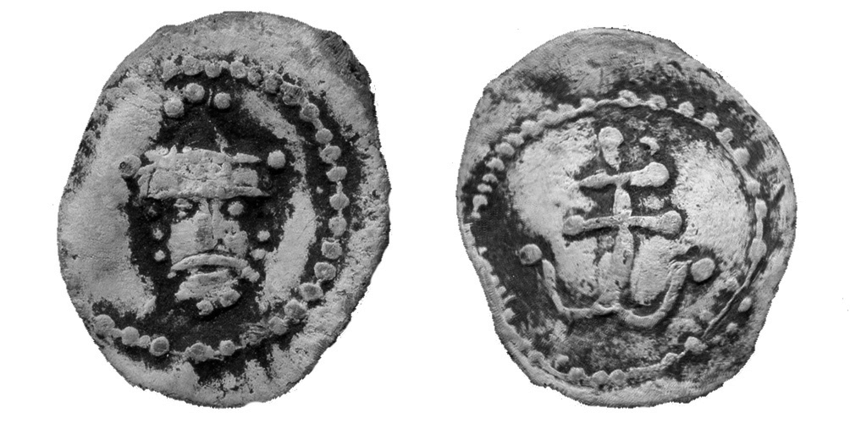
Печать князя Изяслава с его портретом и княжеским знаком из музея Шереметевых в Киеве

Приводя этот отзыв, с летописцем вступают в заочную полемику Н. М. Карамзин и С. М. Соловьёв. Первый пишет: «Но Изяслав был столь же малодушен. Хотел престола, но не умел сидеть на нём. Злодеяния сына обличают слабость отца. Бедствие Минска и вероломное заточение Всеслава противоречат похвалам летописца». «Можно ли назвать незлобивым князя, который позволил сыну своему замучить множество киевлян, даже и невинных в его изгнании, жестоко преследовал Всеслава Полоцкого, в отношении к которому сам был больше виноват, преследовал в Киеве людей, которых подозревал в приязни ко Всеславу, не уважая в них даже святости жизни, наконец, преследовал несчастных сыновей Святослава?», — вопрошает второй.
О чертах характера Изяслава можно сделать вывод и по сохранившимся молитвам его жены Гертруды, написанным в годы их скитаний по Европе. В этот период, очевидно, между Изяславом и Гертрудой часто происходят размолвки. В одной из своих молитв она просит Бога отвратить сердце супруга, которого она называет королём, от ненависти, досады и гнева и внушить ему кротость, добросердечие и миролюбие, но при этом также защитить от всех опасностей и сделать счастливым путь на родину. В другой молитве Гертруда просит Господа услышать стон её сердца, избавить от мучений, изгнать все горести и отвратить зло, которое на неё обрушилось из-за грубости мужа и его нежелания беседовать с ней и выслушивать советы, сделать его милостивым и благосклонным к ней, но и утихомирить её собственный бешеный нрав и превратить в кроткую, спокойную, обращенную к добру женщину.

### Браки и дети

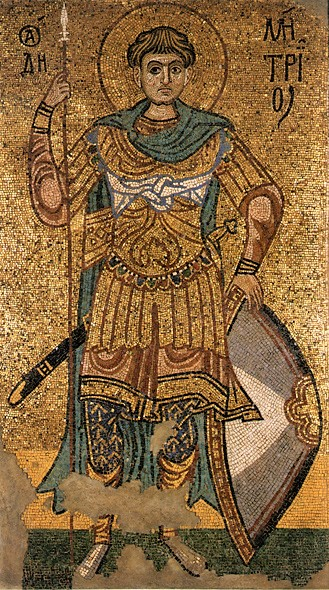
Мозаика с изображением Св. Дмитрия, установленная Святополком в Михайловском соборе в Киеве в честь покровителя своего отца.

Известно, что Изяслав был женат на Гертруде, дочери польского короля Мешко II Ламберта.
Сыновья
- Мстислав — князь новгородский (1054—1067).

- Ярополк — князь волынский и туровский, известно также, что Гертруда называет Ярополка в своём молитвеннике (так называемый кодекс Гертруды) своим «единственным сыном». По предположению А. В. Назаренко, от него происходят Всеволодковичи — правители Городенского княжества.

- Святополк (Святополк II) Изяславич (1050—1113) — князь полоцкий (1069—1071), новгородский (1078—1088), туровский (1088—1093), Великий князь киевский (1093—1113), а его потомки в XII—XIII веках продолжали княжить в родовом Турове.

Дочь
- Евпраксия Изяславна, супруга Мешко Болеславича, польского королевича (в браке 1088—1089)[8].

Предки
|  |                               |  |  |  |  |  |  |  |  |  |  |  |  |  |  |  |
|  | Игорь Рюрикович Киевский      |  |  |  |  |  |  |  |  |  |  |  |  |  |  |  |
|  |                               |  |  |  |  |  |  |  |  |  |  |  |  |  |  |  |
|  |                               |  |  |  |  |  |  |  |  |  |  |  |  |  |  |  |
|  | Святослав Игоревич Киевский   |  |  |  |  |  |  |  |  |  |  |  |  |  |  |  |
|  |                               |  |  |  |  |  |  |  |  |  |  |  |  |  |  |  |
|  |                               |  |  |  |  |  |  |  |  |  |  |  |  |  |  |  |
|  | Ольга Киевская                |  |  |  |  |  |  |  |  |  |  |  |  |  |  |  |
|  |                               |  |  |  |  |  |  |  |  |  |  |  |  |  |  |  |
|  |                               |  |  |  |  |  |  |  |  |  |  |  |  |  |  |  |
|  | Владимир Святославич Киевский |  |  |  |  |  |  |  |  |  |  |  |  |  |  |  |
|  |                               |  |  |  |  |  |  |  |  |  |  |  |  |  |  |  |
|  |                               |  |  |  |  |  |  |  |  |  |  |  |  |  |  |  |
|  | Малуша                        |  |  |  |  |  |  |  |  |  |  |  |  |  |  |  |
|  |                               |  |  |  |  |  |  |  |  |  |  |  |  |  |  |  |
|  |                               |  |  |  |  |  |  |  |  |  |  |  |  |  |  |  |
|  | Ярослав Мудрый                |  |  |  |  |  |  |  |  |  |  |  |  |  |  |  |
|  |                               |  |  |  |  |  |  |  |  |  |  |  |  |  |  |  |
|  |                               |  |  |  |  |  |  |  |  |  |  |  |  |  |  |  |
|  | Рогволод Полоцкий             |  |  |  |  |  |  |  |  |  |  |  |  |  |  |  |
|  |                               |  |  |  |  |  |  |  |  |  |  |  |  |  |  |  |
|  |                               |  |  |  |  |  |  |  |  |  |  |  |  |  |  |  |
|  | Рогнеда Рогволодовна Полоцкая |  |  |  |  |  |  |  |  |  |  |  |  |  |  |  |
|  |                               |  |  |  |  |  |  |  |  |  |  |  |  |  |  |  |
|  |                               |  |  |  |  |  |  |  |  |  |  |  |  |  |  |  |
|  | Бьёрн Эриксон Шведский        |  |  |  |  |  |  |  |  |  |  |  |  |  |  |  |
|  |                               |  |  |  |  |  |  |  |  |  |  |  |  |  |  |  |
|  |                               |  |  |  |  |  |  |  |  |  |  |  |  |  |  |  |
|  | Изяслав Ярославич             |  |  |  |  |  |  |  |  |  |  |  |  |  |  |  |
|  |                               |  |  |  |  |  |  |  |  |  |  |  |  |  |  |  |
|  |                               |  |  |  |  |  |  |  |  |  |  |  |  |  |  |  |
|  | Эрик Победоносный Шведский    |  |  |  |  |  |  |  |  |  |  |  |  |  |  |  |
|  |                               |  |  |  |  |  |  |  |  |  |  |  |  |  |  |  |
|  |                               |  |  |  |  |  |  |  |  |  |  |  |  |  |  |  |
|  | Олаф Шётконунг Шведский       |  |  |  |  |  |  |  |  |  |  |  |  |  |  |  |
|  |                               |  |  |  |  |  |  |  |  |  |  |  |  |  |  |  |
|  |                               |  |  |  |  |  |  |  |  |  |  |  |  |  |  |  |
|  | Сигрид Гордая                 |  |  |  |  |  |  |  |  |  |  |  |  |  |  |  |
|  |                               |  |  |  |  |  |  |  |  |  |  |  |  |  |  |  |
|  |                               |  |  |  |  |  |  |  |  |  |  |  |  |  |  |  |
|  | Ингигерда Шведская            |  |  |  |  |  |  |  |  |  |  |  |  |  |  |  |
|  |                               |  |  |  |  |  |  |  |  |  |  |  |  |  |  |  |
|  |                               |  |  |  |  |  |  |  |  |  |  |  |  |  |  |  |
|  | Эстрид Ободритская            |  |  |  |  |  |  |  |  |  |  |  |  |  |  |  |
|  |                               |  |  |  |  |  |  |  |  |  |  |  |  |  |  |  |
|  |                               |  |  |  |  |  |  |  |  |  |  |  |  |  |  |  |

## В художественной литературе
Изяслав стал одним из персонажей романа Павла Загребельного «Евпраксия».